# Ганс Гольбейн Старший
Ганс Гольбейн Старший, також Гольбайн (нім. Hans Holbein der Ältere, 1465 — 1524) — німецький живописець. Він був старшим у відомій родині художників, до якої належали його брат Зигмунд Гольбейн і сини Амброзіус Гольбейн та Ганс Гольбейн молодший.
У ранніх творах помітний вплив фландрської школи, а також Мартіна Шонгауера. У пізніших — вплив італійського Відродження. Деякі його роботи раніше приписувалися юнацького періоду його знаменитішого сина і тезки.
Головний представник реалістичного напряму в швабській школі. Натуралізм, сповнений життя і характерності, не позбавлений благородства.

## Посилання

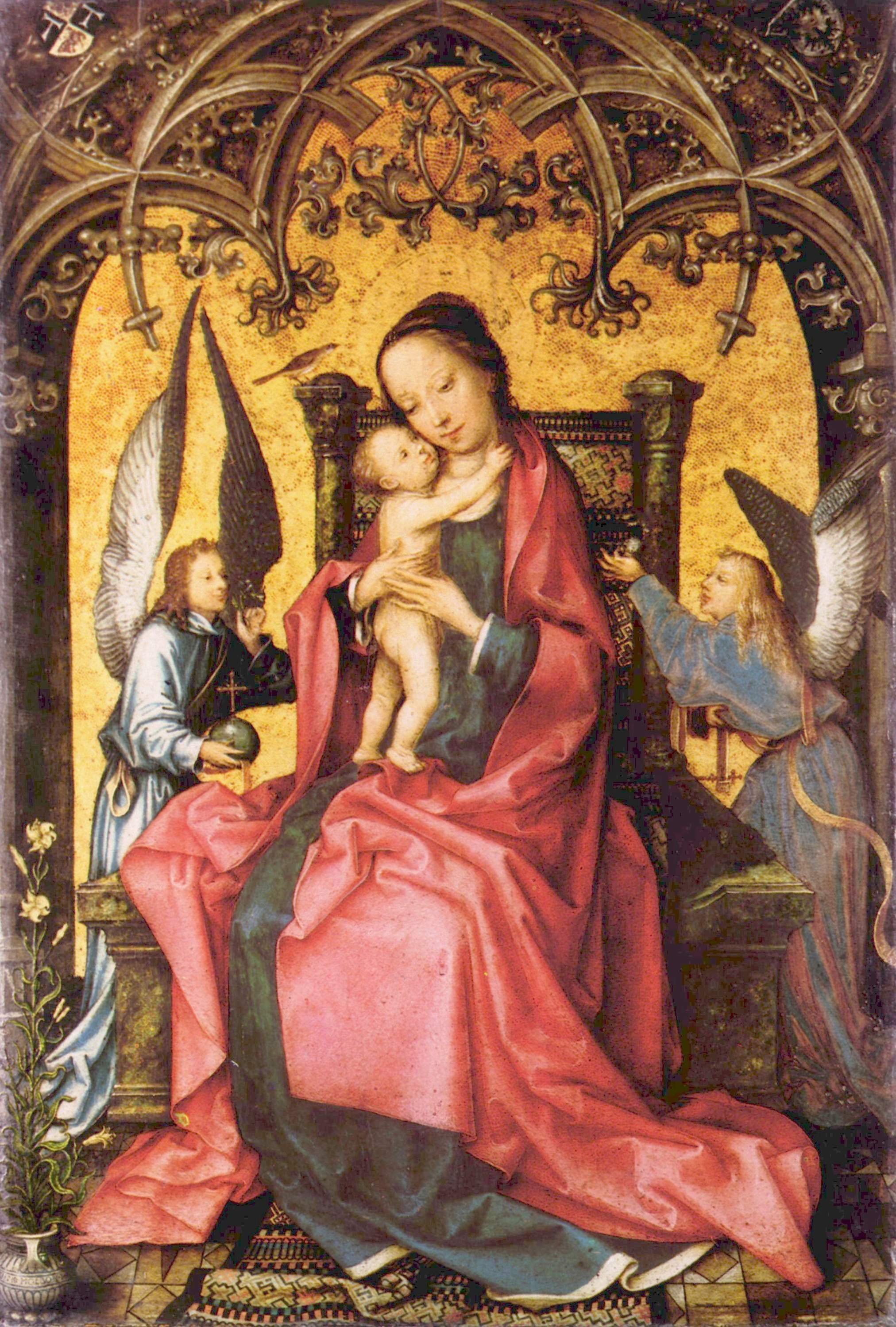
Марія з ангелами, бл.1505